# 郵便帯紙
郵便帯紙（ゆうびんおびがみ）は、新聞などの低額の郵便物を送るために用いられた長い帯状の紙である。広義には、切手あるいは切手類の一種に分類される。

## 概要
郵便帯紙は、新聞などの低額の郵便物を送るために用いられた長い帯状の紙。郵便帯紙にはその種類と料額等が押印あるいは印刷されている。郵便帯紙には、書留新聞紙、新聞帯紙、定時刊行物帯紙、定時印刷物帯紙などがある。

## 郵便帯紙の種類

### 書留新聞紙
同一市内において定期的に特定住所宛てに送る場合に用いられた。帯紙には赤字で帯紙の種類が押印されている。帯紙に料額の表示は無いが、料額は2厘5毛である。1872（明治5）年発行。

### 新聞帯紙
帯紙には赤字で帯紙の種類および料額が押印されている。料額は2厘5毛である。1875（明治8）年発行。

### 定時刊行物帯紙
帯紙には赤字で帯紙の種類および料額が押印されている。料額は2厘5毛である。紙質に和紙と洋紙の2種類がある。1880（明治13）年発行。

### 定時印刷物帯紙
この帯紙では、帯紙上の種類および料額の表示が印刷に変更された。料額は1銭である。1884（明治17）年発行。